# لیسه (شهرستان گووداپ)
لیسه (به لاتین: Lisy) یک روستا در لهستان است که در گمینا بانگه مازورسکیه واقع شده‌است. لیسه ۲۶۰ نفر جمعیت دارد.